# 貝雷曾希納
50°12′17″N 30°17′59″E / 50.20472°N 30.29972°E
貝雷曾希納（烏克蘭語：Березенщина）是位於烏克蘭北部的村莊，由基辅州法斯蒂夫區的赫萊瓦哈市鎮負責管轄。該村始建於1700年，面積1.04平方公里，海拔高度173米，2001年人口491，人口密度每平方公里395人。